# Aborto en Nuevo México
El aborto en el estado estadounidense de Nuevo México es legal en todas las etapas del embarazo.
En la política de Nuevo México, el Partido Demócrata de Nuevo México apoya el acceso al aborto, mientras que el Partido Republicano de Nuevo México se opone al aborto, incluso pidiendo restringir o prohibir el procedimiento.Estas ordenanzas fueron anuladas por una ley estatal de 2023 que prohíbe las prohibiciones locales del aborto.

## Historia

### Historia legislativa
A fines de la década de 1960 y principios de la de 1970, Arkansas, Colorado, Georgia, Maryland, Nuevo México, Carolina del Norte y Oregón realizaron reformas a sus leyes sobre el aborto, y la mayoría de estos estados brindaron orientación médica más detallada sobre cuándo se podían realizar abortos terapéuticos.En 1969, la legislatura de Nuevo México aprobó una ley que tipificó como delito grave que cualquier persona le proporcionara un aborto a una mujer a menos que fuera necesario para salvar su vida o porque su embarazo fuera resultado de una violación o incesto.La decisión de la Corte Suprema de los Estados Unidos en Roe v. Wade de 1973 prohibió a los estados regular el aborto en el primer trimestre;en consecuencia, la ley de aborto de Nuevo México de 1969 se volvió inaplicable.(Sin embargo, la Corte Suprema revocó Roe v. Wade en Dobbs v. Jackson Women's Health Organization , No. 19-1392 , 597 U.S. ___ (2022) más tarde en 2022.) En marzo de 2019, la legislatura consideró un proyecto de ley que habría derogado la ley de 1969. Si bien la Cámara de Representantes de Nuevo México aprobó el proyecto de ley de derogación, fue derrotado en el Senado estatal por una votación de 24 a 18.En febrero de 2021, el proyecto de ley de derogación fue aprobado por el Senado; se convirtió en ley en marzo de 2021.El proyecto de ley enfrentó la oposición de los republicanos estatales.
En 2017, Nuevo México, Washington, Ilinés, Alaska, Maryland, Masachusets, Connecticut y Nueva Jersey permitieron a profesionales no médicos calificados recetar medicamentos únicamente para abortos médicos.

### Historia judicial
En 1999, la Corte Suprema de Nuevo México dictaminó que la ERA estatal requiere que la cobertura de Medicaid para las mujeres esté disponible en las mismas condiciones que la cobertura para los hombres, y anuló las restricciones a la cobertura de abortos de Medicaid.
En 2025, la Corte Suprema de Nuevo México anuló varias ordenanzas locales en el estado que intentaban restringir la distribución de mifepristona, dictaminando por unanimidad que las ordenanzas invadían la autoridad de la legislatura estatal para regular la atención reproductiva.

### Historial clínico
Entre 1982 y 1992, el número de clínicas Planned Parenthood del estado disminuyó en seis, pasando de 26 en 1982 a veinte en 1992.En 2014, había once instalaciones que proporcionaban abortos, de las cuales nueve eran clínicas de aborto. En 2014, el 91% de los condados del estado no tenían una clínica de aborto. Ese año, el 48% de las mujeres en el estado de 15 a 44 años vivían en un condado sin una clínica de aborto. En 2017, Planned Parenthood cerró tres clínicas en el estado. Esto se hizo en torno a sus planes para tratar de consolidar los servicios reproductivos que ofrecían en Nuevo México. Más tarde ese año, había un total de tres clínicas de Planned Parenthood en el estado, de las cuales dos ofrecían servicios de aborto.En ese momento, la población era de 456.213 mujeres de entre 15 y 49 años.

## Estadística
En el período entre 1972 y 1974, no se registraron muertes por abortos ilegales en el estado. En 1990, 181.000 mujeres en el estado enfrentaban el riesgo de un embarazo no deseado. Entre 2011 y 2014, hubo una disminución del 10% en el número de abortos realizados en el estado. En 2013, hubo 150 abortos entre mujeres blancas de 15 a 19 años, 20 abortos para mujeres negras de 15 a 19 años, 370 abortos para mujeres hispanas de 15 a 19 años y 70 abortos para mujeres de todas las demás razas. En 2014, el 51% de los adultos dijo en una encuesta del Pew Research Center que el aborto debería ser legal en todos o la mayoría de los casos.El Atlas de Valores Estadounidenses de 2023 informó que, en su encuesta más reciente, el 67% de los habitantes de Nuevo México dijo que el aborto debería ser legal en todos o la mayoría de los casos. En 2017, el estado tuvo una tasa de mortalidad infantil de 5,9 muertes por cada 1000 nacidos vivos.
Después de que se revocara Roe v. Wade el 24 de junio de 2022, el número de abortos en Nuevo México aumentó más del triple, principalmente debido a pacientes que viajaban desde estados con prohibiciones del aborto.
| División del censo y estado | Número    | Número    | Número    | Tasa | Tasa | Tasa | % de cambio 1992–1996 |
| --------------------------- | --------- | --------- | --------- | ---- | ---- | ---- | --------------------- |
| División del censo y estado | 1992      | 1995      | 1996      | 1992 | 1995 | 1996 | % de cambio 1992–1996 |
| Total de EE. UU.            | 1.528.930 | 1.363.690 | 1.365.730 | 25.9 | 22.9 | 22.9 | –12                   |
| Montana                     | 69.600    | 63.390    | 67.020    | 21   | 17.9 | 18.6 | –12                   |
| Arizona                     | 20.600    | 18.120    | 19.310    | 24.1 | 19.1 | 19.8 | –18                   |
| Colorado                    | 19.880    | 15.690    | 18.310    | 23.6 | 18   | 20.9 | –12                   |
| Idaho                       | 1.710     | 1.500     | 1.600     | 7.2  | 5.8  | 6.1  | –15                   |
| Montana                     | 3.300     | 3.010     | 2.900     | 18.2 | 16.2 | 15.6 | –14                   |
| Nevada                      | 13.300    | 15.600    | 15.450    | 44.2 | 46.7 | 44.6 | 1                     |
| Nuevo México                | 6.410     | 5.450     | 5.470     | 17.7 | 14.4 | 14.4 | –19                   |
| Utah                        | 3.940     | 3.740     | 3.700     | 9.3  | 8.1  | 7.8  | –16                   |
| Wyoming                     | 460       | 280       | 280       | 4.3  | 2.7  | 2.7  | –37                   |

| Ubicación                                                                                                   | Residencia | Residencia | Residencia | Aparición | Aparición  | Aparición  | % obtenido por residentes de fuera del estado | Año  | Referencias |
| --- | ---------- | ---------- | ---------- | --------- | ---------- | ---------- | --------------------------------------------- | ---- | ----------- |
| Ubicación                                                                                                   | N.º        | Calificar^ | Relación^^ | N.º       | Calificar^ | Relación^^ | % obtenido por residentes de fuera del estado | Año  | Referencias |
| Nuevo México                                                                                                | 3.655      | 9.2        | 140        | 4.500     | 11.3       | 173        | 21                                            | 2014 | [ 22 ]      |
| Nuevo México                                                                                                | 3.502      | 8.9        | 142        | 4.573     | 11.6       | 185        | 27.0                                          | 2016 | [ 23 ]      |
| ^número de abortos por cada 1.000 mujeres de 15 a 44 años; ^^número de abortos por cada 1.000 nacidos vivos |            |            |            |           |            |            |                                               |      |             |

## Financiación del aborto
Diecisiete estados, incluido Nuevo México, utilizaron sus propios fondos para cubrir la totalidad o la mayoría de los abortos "médicamente necesarios" solicitados por mujeres de bajos ingresos a través de Medicaid, trece de los cuales están obligados a hacerlo por orden judicial estatal. En 2010, el estado realizó 1270 abortos financiados con fondos públicos, de los cuales ninguno fue financiado con fondos federales y 1270 con fondos estatales.

## Opiniones y actividades sobre el derecho al aborto
Las mujeres del estado participaron en marchas en apoyo del derecho al aborto como parte del movimiento #StopTheBans en mayo de 2019.
Tras la revocación del caso Roe contra Wade el 24 de junio de 2022, cientos de manifestantes a favor del derecho al aborto se congregaron en Albuquerque.

## Opiniones y actividades antiabortistas

### Violencia
El 6 de diciembre de 2007, Chad Altman y Sergio Baca fueron arrestados por un incendio provocado en la clínica del Dr. Curtis Boyd en Albuquerque. La novia de Baca había programado una cita para un aborto en la clínica.